# Kolbeinn Tumason
En aquest nom islandès, el darrer nom és un patronímic, no pas un cognom. La manera de referir-se a aquesta persona és pel nom de pila.
Kolbeinn Tumason (1173-1208) va ser un cabdill medieval i goði del clan familiar dels Ásbirningar, que va tenir un paper principal en el període previ de la guerra civil de la Mancomunitat Islandesa, coneguda com a Sturlungaöld. Kolbrinn Tumason era un dels més notables i poderosos cabdills islandesos al segle xii i va usar la seva influència per posicionar als seus homes en càrrecs rellevants a l'Església Catòlica, entre ells el bisbe Guðmundur Arason. No obstant això, Guðmundur, sense saber-ho Kolbeinn, va resultar ser un defensor de la independència clerical i va resistir els intents d'interferència dels seculars goði. Els dos van manifestar aviat els seus desacords. En 1208 Kolbeinn Tumason i els seus seguidors van atacar al bisbe Guðmundur i els seus partidaris a Hjaltadalur, Víðines. La batalla es coneix com la batalla de Víðines i Kolbeinn Tumason hi va morir: el seu cap va ser aixafat per una roca.
Al marge del seu paper polític, Kolbein Tumason va ser també un skald i devot creient amb certa educació. Se'l coneix sobretot per compondre l'himne Heyr himna smiður (castellà: "Escolta, Creador Celestial") en el seu llit de mort. Actualment és un clàssic himne islandès. La música es va compondre 700 anys més tard, obra de Þorkell Sigurbjörnsson:
| Heyr, himna smiður, hvers er skáldið biður. Komi mjúk til mín miskunnin þín. Því heit eg á þig, þú hefur skaptan mig. Eg er þrællinn þinn, þú ert drottinn minn. Guð, heit eg á þig, að þú græðanar mig. Minnst þú, mildingur, mín, mest þurfum þín. Ryð þú, röðla gramur, ríklyndur og framur, hölds hverri sorg úr hjartaborg. Gæt þú, mildingur, mín, mest þurfum þín, helzt hverja stund á hölda grund. Send þú, meyjar mögur, málsefnin fögur, öll er hjálp af þér, í hjarta mér. | Escolta, ferrer dels cels, el que pregunta el poeta. Pugui venir al meu delicadament la teva misericòrdia. Jo t'invoco, per haver-me creat. Sóc el teu esclau, el teu ets el meu Senyor. Déu, jo t'invoco per sanar-me. Recorda'm, humilment, (o rei humil, és un dubte sobre la paraula mildingur). Molts et necessitem. Expulsa, rei dels sols, generós i gran, tot lament humà de la ciutat del cor. Mira pel meu, humilment, Molts et necessitem, Veritablement a cada moment al món dels homes. Envia'ns, fill de la verge, bones raons, tota ajuda procedeix de tu, en el meu cor. |